# 孔令全
孔令全（？—），女，汉族，中华人民共和国政治人物。现任农工党黑龙江省委副主委，黑龙江省政协副秘书长（兼）。第十四届全国政协委员。